# 姜一勇
姜一勇（1959年—），安徽霍邱人，汉族，中华人民共和国政治人物、第十一届全国人民代表大会安徽地区代表。
毕业于安徽工商管理学院工商管理专业，是中共党员。担任安徽庆发集团党委书记、董事长。2008年起担任全国人大代表。